# Saliha Banu Begum
Saliha Banu Begum (... – Agra, 10 giugno 1620) è stata una regina indiana, consorte dell'imperatore Moghul Jahangir e sua Padshah Begum (consorte principale/imperatrice) dal loro matrimonio nel 1608 fino alla sua morte nel 1620.

## Biografia
Saliha Banu Begum era la figlia di Qasim Khan, la cui famiglia aveva da diverse generazioni un forte legame con la corte Moghul. Il bisnonno e il nonno di Saliha, Shuja'at Khan e Muqim Khan, avevano servito sotto l'imperatore Akbar, mentre suo fratello Abdur Rahim aveva fin da giovane ricoperto incarichi sotto Jahangir, nato Salim Mirza e figlio di Akbar. Era nota come un'appassionata di poesia hindi. 
Nel 1608, Jahangir, salito al trono tre anni prima, prese Saliha come sua consorte. Di conseguenza, la posizione di suo fratello migliorò notevolmente, venendo insignito del titolo di Tarbiyat Khan, mentre suo figlio, Miyan Joh, fu adottato da Saliha e cresciuto come un principe. Fu ucciso nel 1626 sulle rive del fiume Jhelum, difendendo l'imperatore , che era stato offeso da Mahabat Khan. 
Saliha, sebbene fosse solo la sedicesima consorte, divenne immediatamente la favorita, venendo insignita del prestigioso titolo di Padshah Begum, tradotto approssimativamente come "imperatrice consorte", che fino a quel momento Jahangir non aveva concesso a nessuna delle sue mogli, il che la rese la consorte principale e la donna di rango più alto a corte, precedendo Jagat Gosain, moglie più anziana di Jahangir e madre di un possibile erede, mentre Saliha rimase senza figli. 
Oltre a ciò, Jahangir le concesse anche il titolo di Padshah Mahal ("signora del palazzo"). Nel 1612, William Hawkins, rappresentante a corte della Compagnia delle Indie Orientali, la indicò come la consorte di rango più alto, superando persino Nur Jahan: si dice che Saliha fosse l'unica vera rivale di quest'ultima nel cuore di Jahangir, e che solo la sua morte permise la straordinaria ascesa di Nur Jahan a co-sovrana, di fatto, dell'impero. 
Saliha Banu Begum morì il 10 giugno 1620, ad Agra, secondo le cronache nel giorno stesso che era stato predetto dall'astrologo di corte, Jotik Rai. 